# Рафаел Монео
Хосе Рафаел Монео Валиесе (на испански: José Rafael Moneo Vallés) е испански архитект, един от най-прочутите в света в наши дни.

## Биография
Роден е на 9 май 1937 година в Тудела, Навара, Испания. Завършва висшето архитектурно училище в Мадрид през 1961 година. През първата половина на 60-те работи в Дания и Италия, през втората половина се връща като преподавател в испанската столица. През 70-те живее и работи в Барселона, но поддържа студио в Мадрид и гостува като лектор в Принстън, Харвард, Лозана. От 1985 до 1990 г. е декан на Училището по дизайн на Харвардския университет.
Автор е на забележителни сгради по цял свят (Музей на съвременното изкуство в Стокхолм, театър в Базел, Музикалният аудиториум в Барселона и пр.), носител е на едни от най-престижните награди в международната архитектура („Прицкер“ 1996, „Мис ван дер Рое“ 2001 и др.).

## Творби
- Гара Аточа, Мадрид (1985 – 1988)
- Кметство на Мурсия на площад „Кардинал Белуга“ (1991 – 1998)
- Национален музей за римско изкуство в Мерида, Испания (1980 – 1985)
- Конгресен център Курсаал в Сан Себастиан (1990 – 1999)
- Катедрала „Дева Мария на Ангелите“, Лос Анджелис (1996 – 2002)
- Музей и културен център „Дейвис“ в Уелсли, Масачузетс (1993)
- Edificio Bankinter, Мадрид (1972 – 1976)
- Разширение на Музея „Прадо“, Мадрид (2007)